# Trafficante-Familie
Die Trafficante-Familie (Trafficante crime family), auch bekannt als Tampa Mafia, ist eine italo-amerikanische Mafiafamilie der US-amerikanischen Cosa Nostra mit Hauptsitz in Tampa (Florida) und die einzige Cosa Nostra-Familie  mit Hauptsitz im Staat Florida.

## Geschichte

### Die Anfänge
Das organisierte Verbrechen in Tampa begann mit Charlie Wall, einem amerikanischen Geschäftsmann, der eine bekannte Figur des organisierten Verbrechens wurde, in den 1920er Jahren den Großteil des Glücksspielgeschäfts leitete und die Unterstützung einer Vielzahl von korrupten Regierungsbeamten genoss. Er führte seine Geschäfte aus dem historischen Viertel Ybor City Tampas und beschäftigte eine Vielzahl von Personen mit Migrationshintergrund, wie Italiener und Kubaner. Die einzig große Konkurrenz zu jener Zeit war der aus Sizilien emigrierte Mafioso Ignacio Antinori, der heute als erster Boss der Trafficante-Familie gilt.

### Antinori-Gang

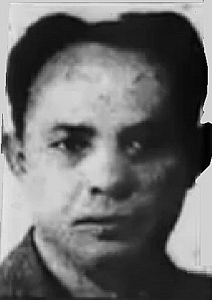
Ignacio Antinori – Mugshot, 1920er Jahre

Die erste italienische Gang in der Region Tampa Bay wurde 1925 von Ignacio Antinori gegründet. Antinori wurde zu einem der bekanntesten Drogenbosse Floridas und der Chef der italienischen Unterwelt in den späten 1920er Jahren.
Eine kleinere italienische Gang in der Gegend wurde von Santo Trafficante, Sr. geleitet, der seit seinem 18. Lebensjahr in Tampa lebte und unter anderem Bolita-Spiele kontrollierte. Auch er wurde als ein sehr mächtiger Mann anerkannt. Antinori nahm Notiz von Trafficante, führte ihn in seine Organisation ein und erweiterte mit ihm zusammen die Bolita-Spiele der Stadt.
In den 1930er Jahren entfachte ein rund 10-jähriger Krieg zwischen Charlie Wall und Ignacio Antinori, der als „Era of Blood“ bekannt wurde. Walls engster Mitarbeiter, Evaristo „Tito“ Rubio, wurde am 8. März 1938 auf seiner Veranda erschossen. Der Krieg endete in den 1940er Jahren mit der Ermordung Antinoris. Am 23. Oktober 1940 wurde er im Palm Garden Inn in Tampa erschossen. Trafficante übernahm fortan die Geschäfte Antinoris vollständig.

### Trafficante-Sr.-Ära
Santo Trafficante, Sr. hatte nun die Kontrolle über einen Großteil der Stadt übernommen und begann, seinen Sohn Santo Trafficante, Jr. anzulernen. Santo wurde streng von der Polizei beobachtet und machte deswegen vorsorglicherweise Salvatore „Red“ Italiano zum amtierenden Boss der Familie.
Aufgrund des Kefauver-Hearings und der Aussagen von Charlie Wall flohen die zwei Trafficantes nach Kuba. Trafficante Sr. versuchte dort, sich im Casino-Geschäft zu etablieren und entsandte 1946 auch seinen Sohn Santo Jr. nach Havanna, um dort zu helfen, ein eigenes Casino aufzubauen. Die Trafficante-Familie verdiente eine Menge Geld in Kuba, aber erreichte nie das Ziel, die Insel als alleiniges Territorium für sich zu beanspruchen.
Nachdem die Kefauver-Anhörungen endeten, gingen beide Trafficantes wieder nach Tampa, während Italiano nach Mexiko floh und James Lumia als neuer amtierender Boss an dessen Stelle trat. Santo ließ Lumia ermorden, nachdem er herausfand, dass dieser ihn überall schlechtredete, während er auf Kuba war. Im Jahr 1953 überlebte Santo Jr. einen Mordanschlag. Die Familie vermutete, dass Charlie Wall dahinter steckte, und ließ ihn 1955 ermorden. Trafficante Sr. selbst blieb der Boss von Tampa, bis er 1954 eines natürlichen Todes starb.

### Trafficante-Jr.-Ära

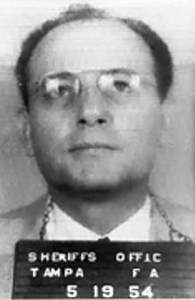
Santo Trafficante, Jr. – Mugshot (1954)

Santo Trafficante Jr. folgte seinem Vater als Chef von Tampa und regierte die Familie mit eiserner Hand Er galt bald als einer der mächtigsten Bosse der amerikanischen Mafia. Santo, Jr. wurde in den Vereinigten Staaten am 15. November 1914 geboren und war einer von fünf Söhnen des Mafia-Bosses Santo Trafficante, Sr. Er unterhielt  enge Arbeitsbeziehungen mit der Lucchese-Familie und der Bonanno-Familie aus New York City. Santo Jr. arbeitete eng mit Lucchese-Boss Tommy Lucchese zusammen, der ein guter Freund seines Vaters gewesen war und ihn in den 1940er Jahren in vielerlei Angelegenheiten unterstützte.
Es wurde bekannt, dass Santo Jr. ebenso wie Chicago-Outfit-Boss Sam Giancana tief in den CIA-Anstrengungen beteiligt gewesen war, Unterwelt-Attentate auf den von der Mafia verachteten kubanischen Revolutionär Fidel Castro zu verüben.
Santo Jr. verbrachte nie einen einzigen Tag im Gefängnis und er starb 1987 eines natürlichen Todes.

### LoScalzo-Ära

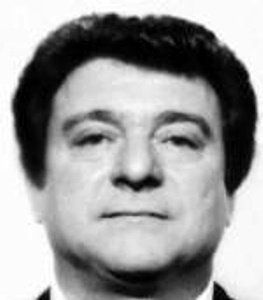
Vincent LoScalzo – Mugshot

1987 wurde Vincent Salvatore LoScalzo neuer Boss der Trafficante-Familie und Florida wurde offenes Territorium für alle Familien der Cosa Nostra. Die Fünf Familien von New York City konnten somit in jeder Stadt des Staates Geschäften nachgehen und Nebenstandorte eröffnen. LoScalzos Organisation war kleiner als die der älteren Bosse, die mittlerweile tot oder in Ruhestand gegangen waren.
Die Interessen der Familie lagen fortan im Glücksspiel, der Prostitution, Drogen, Gewerkschaftskorruption, Entführungen sowie Diebstahl, und sie kontrollierte Bars, Lounges, Restaurants, Nachtclubs und Spirituosen-Läden im ganzen Bundesstaat Florida. LoScalzo unterhielt stets Verbindungen nach Kalifornien, New Jersey und New York sowie zur originären sizilianischen Cosa Nostra.
Am 1. Juli 1989 wurde LoScalzo wegen Erpressung und schweren Diebstahls angeklagt, wobei die Klage erst fallen gelassen und später wieder aufgenommen wurde. Am 7. Oktober 1997 erhielt er diesbezüglich drei Monate auf Bewährung.
Im Jahr 1992 wurde er verhaftet, da er im Tampa International Airport eine geladene Pistole mit Kaliber .38 in seiner Aktentasche mit sich trug. Man entdeckte die Waffe auf dem Röntgenscanner. Er wurde 1999 für schuldig befunden und zu 60 Tagen im Gefängnis verurteilt.

### South-Florida-Operationen
Santo Jr. rief während der frühen 1980er Jahre die South Florida Crew der Familie ins Leben und übertrug Steve Bruno Raffa die dortige Leitung. Nach dem Tod von Santo Jr. wurde Raffa selbstständiger Freiberufler und unterhielt dennoch eine gute Beziehung zu LoScalzo. Im Jahr 2000 wurden 19 Mitglieder der dortigen Besatzung verhaftet und Raffa starb durch Suizid.

### Heutiger Status
Der am 25. November 2007 70 Jahre alt gewordene Vincent Salvatore LoScalzo befindet sich heute halb im Ruhestand. Die alten Mitglieder der Familie sind verstorben oder ebenfalls im Ruhestand, und die Trafficante-Familie arbeitet heute im Schatten der Familien aus New York.
Nach letzten Erkenntnissen soll Gambino-Captain John Angelo Gotti (Sohn von John Gotti) seit seiner Entlassung im Jahr 2005 den Großteil des organisierten Verbrechens in Tampa kontrollieren; 2008 wurde er in Florida angeklagt.

## Historische Führung

### Oberhaupt der Familie
Nicht immer ist das Oberhaupt einer Familie so eindeutig zu identifizieren, insbesondere, wenn durch eine Haftstrafe ein anderes Familienmitglied in den Vordergrund rückt. Die Betrachtung von außen macht es nicht immer einfach, ein neues Oberhaupt als solches zu erkennen bzw. dessen genaue Amtszeit festzustellen. Außerdem scheint sich gewissermaßen ein Präsidialsystem durchzusetzen; d. h., das Oberhaupt verlagert seine Macht mehr auf einen sogenannten „acting boss“ und/oder „street boss“, die ihrerseits wiederum das Oberhaupt als solches weiter anerkennen, auch wenn es zum Beispiel in Haft sitzen sollte.
| Zeitraum   | Name                       | Spitzname   | Lebenszeit | Todesursache                   | Anmerkung |
| ---------- | -------------------------- | ----------- | ---------- | ------------------------------ | --------- |
| 1920–1940  | Ignacio Antinori           |             | 1885–1940  | am 24. Oktober 1940 erschossen |           |
| 1940–1954  | Santo Trafficante, Sr.     |             | 1886–1954  | natürlicher Tod                |           |
| 1954–1987  | Santo Trafficante, Jr.     | Loui Santos | 1914–1987  | natürlicher Tod                |           |
| 1987–heute | Vincent Salvatore LoScalzo |             | 1937–heute |                                |           |

Acting Boss
- 1946–1948: Salvatore Italiano; Spitzname: „Red“; 1948 nach Mexiko geflohen
- 1948–1950: James Lumia; Spitzname: „Head of the Elks“; 1903–1950; 1950 ermordet, Auftraggeber: Santo Trafficante, Sr.

### Underboss der Familie
Der Underboss ist die Nummer zwei in der Verbrecher-Familie, er ist der stellvertretende Direktor des Syndikats. Er sammelt Informationen für den Boss, gibt Befehle und Instruktionen an die Untergebenen weiter. In Abwesenheit des Bosses führt er die Organisation an.
| Zeitraum   | Name                       | Spitzname        | Lebenszeit | Todesursache    | Anmerkung              |
| ---------- | -------------------------- | ---------------- | ---------- | --------------- | ---------------------- |
| 1920–1940  | Santo Trafficante, Sr.     |                  | 1886–1954  | natürlicher Tod | wurde 1940 Boss        |
| 1940–1948  | Salvatore Italiano         | Red              |            |                 | wurde 1946 Acting Boss |
| 1948–1950  | James Lumia                | Head of the Elks | 1903–1950  | 1950 ermordet   | wurde 1948 Acting Boss |
| 1950–1954  | Santo Trafficante, Jr.     |                  | 1914–1987  | natürlicher Tod | wurde 1954 Boss        |
| 1954–1987  | Vincent Salvatore LoScalzo |                  | 1937–heute |                 | wurde 1987 Boss        |
| 1987–1994  | Frank Diecidue             | Daddy Frank      | ????–1994  |                 |                        |
| 1994–heute | Frank Albano               |                  | 1939–heute |                 |                        |

Advisor
- 1954–1987: Frank Ragano; 1923–1998; Rechtsanwalt von Santo Trafficante, Jr.

## Filme und Dokumentationen
- 1999: Bonanno: A Godfather’s Story; Film über den Aufstieg und Fall von Joseph Bonanno. Santo Trafficante, Jr. wird gespielt von Val Avery
- 1997: Donnie Brasco; u. a. wird die Zusammenarbeit der Bonannos und den Trafficantes aufgezeigt. Santo Trafficante, Jr. wird gespielt von John Burns